# Landes-sur-Ajon
Pour les articles homonymes, voir Landes et Ajon.
Landes-sur-Ajon est une commune française située dans le département du Calvados en région Normandie, peuplée de 459 habitants.

## Géographie
La commune est aux confins du Bocage virois et de la plaine de Caen, dans le Pré-Bocage, désignation récente, sorte de seuil du Massif armoricain. Son bourg est à 6,5 km à l'est de Villers-Bocage, à 7 km au sud-ouest d'Évrecy, à 9 km au nord-est d'Aunay-sur-Odon et à 17 km au nord-ouest de Thury-Harcourt.
Le point culminant (175 m) se situe en limite sud-ouest, près de la départementale 8. Le point le plus bas (70 m) correspond à la sortie de l'Ajon du territoire, au nord-est. La commune est bocagère.
| Tournay-sur-Odon                    | Tournay-sur-Odon                                      | Vacognes-Neuilly                                      |
| Épinay-sur-Odon                     | Landes-sur-Ajon                                       | Vacognes-Neuilly                                      |
| Épinay-sur-Odon, Le Mesnil-au-Grain | Malherbe-sur-Ajon (comm. dél. de Banneville-sur-Ajon) | Malherbe-sur-Ajon (comm. dél. de Banneville-sur-Ajon) |

Le 1er janvier 2017, la commune passe de l'arrondissement de Caen à celui de Vire.

### Hydrographie
La commune est située dans le bassin Seine-Normandie. Elle est drainée par l'Ajon, la Vallée et le Frileux,,.
L'Ajon, d'une longueur de 12 km, prend sa source dans la commune de Thury-Harcourt-le-Hom et se jette  dans l'Odon à Val d'Arry, après avoir traversé huit communes. 

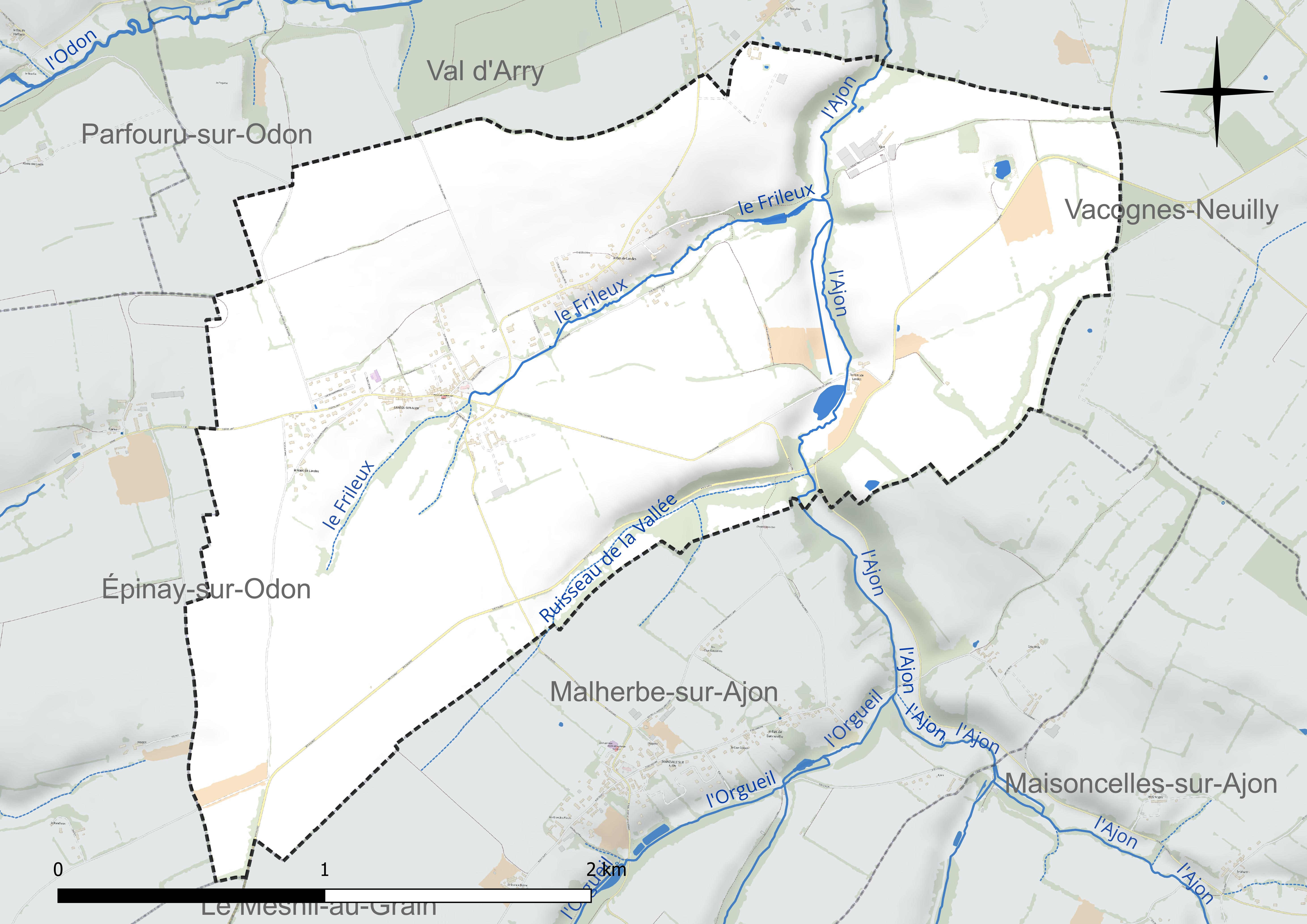
Réseau hydrographique de Landes-sur-Ajon.

### Climat
Pour des articles plus généraux, voir Climat de la Normandie et Climat du Calvados.
En 2010, le climat de la commune est de type climat océanique franc, selon une étude du CNRS s'appuyant sur une série de données couvrant la période 1971-2000. En 2020, Météo-France publie une typologie des climats de la France métropolitaine dans laquelle la commune est exposée à un climat océanique et est dans la région climatique Normandie (Cotentin, Orne), caractérisée par une pluviométrie relativement élevée (850 mm/a) et un été frais (15,5 °C) et venté. Parallèlement le GIEC normand, un groupe régional d'experts sur le climat, différencie quant à lui, dans une étude de 2020, trois grands types de climats pour la région Normandie, nuancés à une échelle plus fine par les facteurs géographiques locaux. La commune est, selon ce zonage, exposée à un « climat contrasté des collines », correspondant au Bocage normand, bien arrosé, voire très arrosé sur les reliefs les plus exposés au flux d'ouest, et frais en raison de l'altitude.
Pour la période 1971-2000, la température annuelle moyenne est de 10,4 °C, avec  une amplitude thermique annuelle de 12,5 °C. Le cumul annuel moyen de précipitations est de 822 mm, avec 13,1 jours de précipitations en janvier et 8,1 jours en juillet. Pour la période 1991-2020, la température moyenne annuelle observée sur la station météorologique la plus proche, située sur la commune de Seulline à 9 km à vol d'oiseau, est de 11,3 °C et le cumul annuel moyen de précipitations est de 992,2 mm,. Pour l'avenir, les paramètres climatiques de la commune estimés pour 2050 selon différents scénarios d'émission de gaz à effet de serre sont consultables sur un site dédié publié par Météo-France en novembre 2022.

## Urbanisme

### Typologie
Au 1er janvier 2024, Landes-sur-Ajon est catégorisée commune rurale à habitat dispersé, selon la nouvelle grille communale de densité à 7 niveaux définie par l'Insee en 2022.
Elle est située hors unité urbaine. Par ailleurs la commune fait partie de l'aire d'attraction de Caen, dont elle est une commune de la couronne,. Cette aire, qui regroupe 296 communes, est catégorisée dans les aires de 200 000 à moins de 700 000 habitants,.

### Occupation des sols
L'occupation des sols de la commune, telle qu'elle ressort de la base de données européenne d'occupation biophysique des sols Corine Land Cover (CLC), est marquée par l'importance des territoires agricoles (92,9 % en 2018), en diminution par rapport à 1990 (100 %). La répartition détaillée en 2018 est la suivante : 
terres arables (79,7 %), prairies (7,8 %), zones urbanisées (7,1 %), zones agricoles hétérogènes (5,4 %). L'évolution de l'occupation des sols de la commune et de ses infrastructures peut être observée sur les différentes représentations cartographiques du territoire : la carte de Cassini (XVIIIe siècle), la carte d'état-major (1820-1866) et les cartes ou photos aériennes de l'IGN pour la période actuelle (1950 à aujourd'hui).

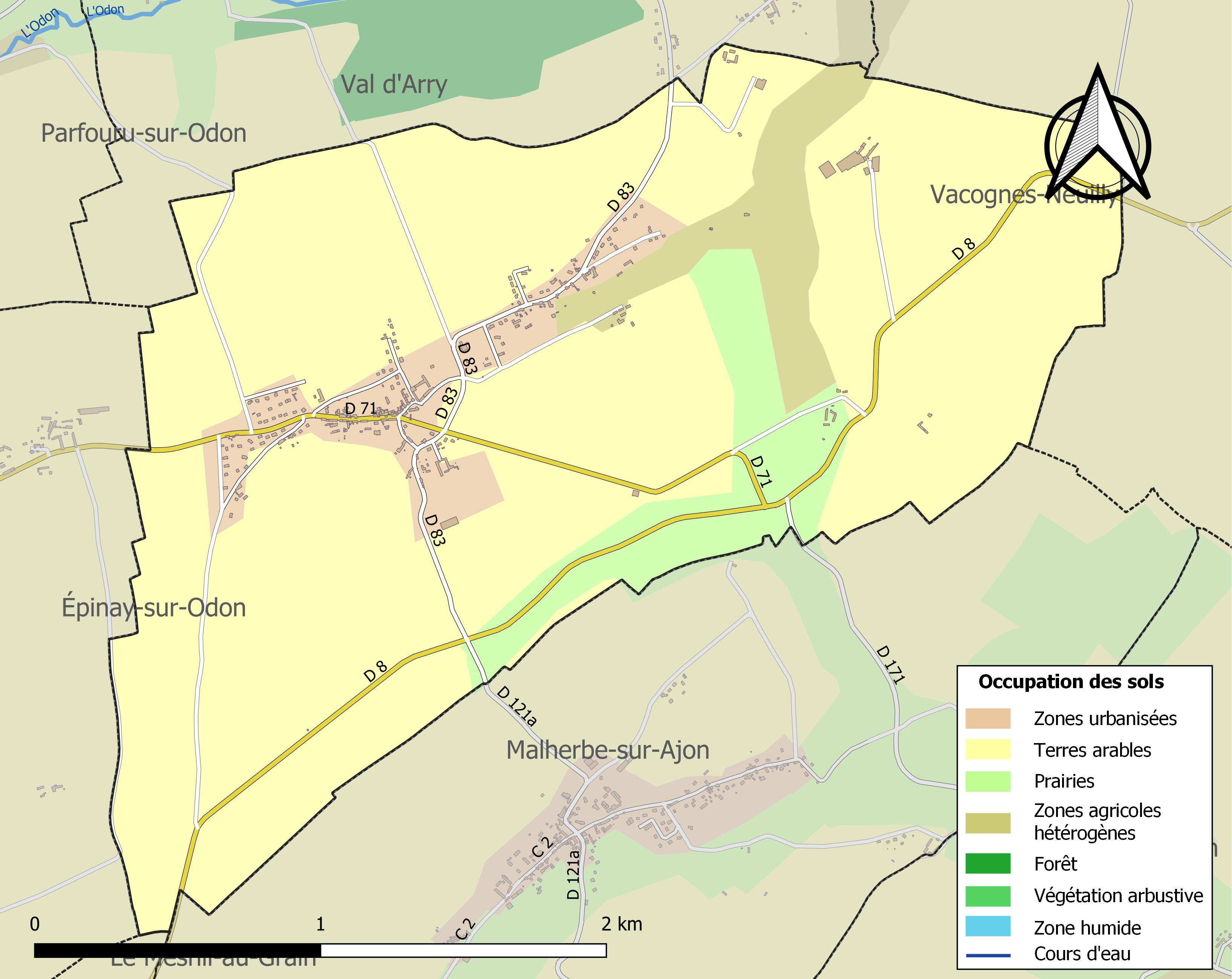
Carte des infrastructures et de l'occupation des sols de la commune en 2018 (CLC).

## Toponymie
Le nom de la localité est attesté sous la forme Landœ au XIVe siècle.
Le français lande est issu du gaulois landa et désigne une terre infertile, ce que devait être la caractéristique du lieu. La référence à la rivière « Ajon » a été ajoutée en 1950.
Le gentilé est Landais.

## Politique et administration
| Période                                  | Période   | Identité     | Étiquette | Qualité                                     |
| ---------------------------------------- | --------- | ------------ | --------- | ------------------------------------------- |
| 1983                                     | mars 2008 | Pierre Marie | SE        | Personnel sédentaire de la marine marchande |
| mars 2008                                | En cours  | Didier Vergy | CPNT      | Agriculteur                                 |
| Les données manquantes sont à compléter. |           |              |           |                                             |

Le conseil municipal est composé de onze membres dont le maire et trois adjoints.

## Démographie
L'évolution du nombre d'habitants est connue à travers les recensements de la population effectués dans la commune depuis 1793. Pour les communes de moins de 10 000 habitants, une enquête de recensement portant sur toute la population est réalisée tous les cinq ans, les populations de référence des années intermédiaires étant quant à elles estimées par interpolation ou extrapolation. Pour la commune, le premier recensement exhaustif entrant dans le cadre du nouveau dispositif a été réalisé en 2004.
En 2022, la commune comptait 459 habitants, en évolution de +11,14 % par rapport à 2016 (Calvados : +1,58 %, France hors Mayotte : +2,11 %).
Landes-sur-Ajon a compté jusqu'à 466 habitants en 1806.
| 1793 | 1800 | 1806 | 1821 | 1831 | 1836 | 1841 | 1846 | 1851 |
| ---- | ---- | ---- | ---- | ---- | ---- | ---- | ---- | ---- |
| 383  | 290  | 466  | 417  | 449  | 454  | 447  | 424  | 399  |

| 1856 | 1861 | 1866 | 1872 | 1876 | 1881 | 1886 | 1891 | 1896 |
| ---- | ---- | ---- | ---- | ---- | ---- | ---- | ---- | ---- |
| 378  | 384  | 370  | 348  | 350  | 329  | 341  | 315  | 272  |

| 1901 | 1906 | 1911 | 1921 | 1926 | 1931 | 1936 | 1946 | 1954 |
| ---- | ---- | ---- | ---- | ---- | ---- | ---- | ---- | ---- |
| 265  | 250  | 230  | 202  | 218  | 204  | 208  | 189  | 180  |

| 1962 | 1968 | 1975 | 1982 | 1990 | 1999 | 2004 | 2006 | 2009 |
| ---- | ---- | ---- | ---- | ---- | ---- | ---- | ---- | ---- |
| 197  | 170  | 163  | 215  | 250  | 252  | 338  | 332  | 356  |

| 2014 | 2019 | 2022 | - | - | - | - | - | - |
| ---- | ---- | ---- | - | - | - | - | - | - |
| 406  | 451  | 459  | - | - | - | - | - | - |

## Lieux et monuments
- Église Notre-Dame du XIXe siècle.

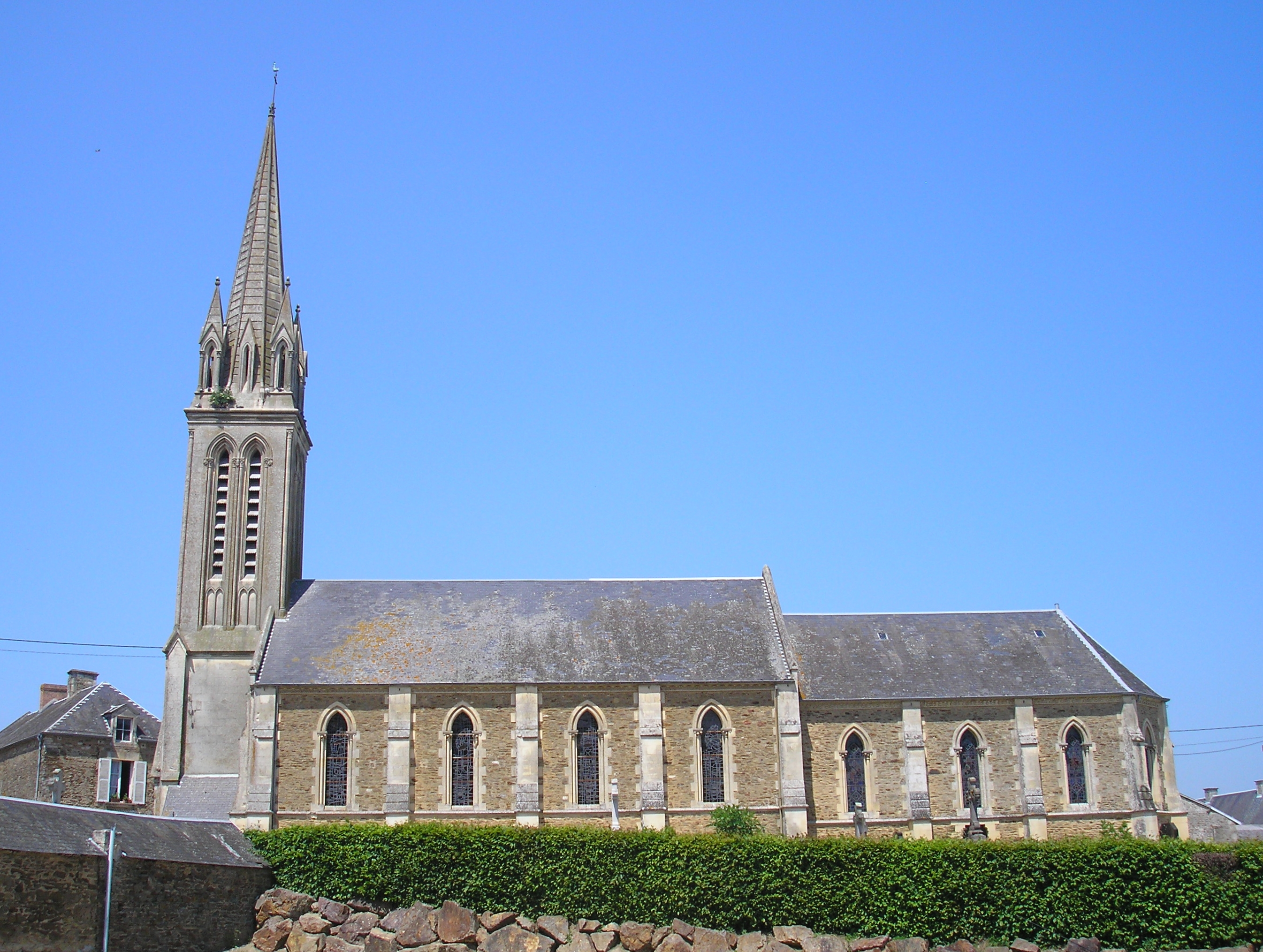
L'église Notre-Dame.
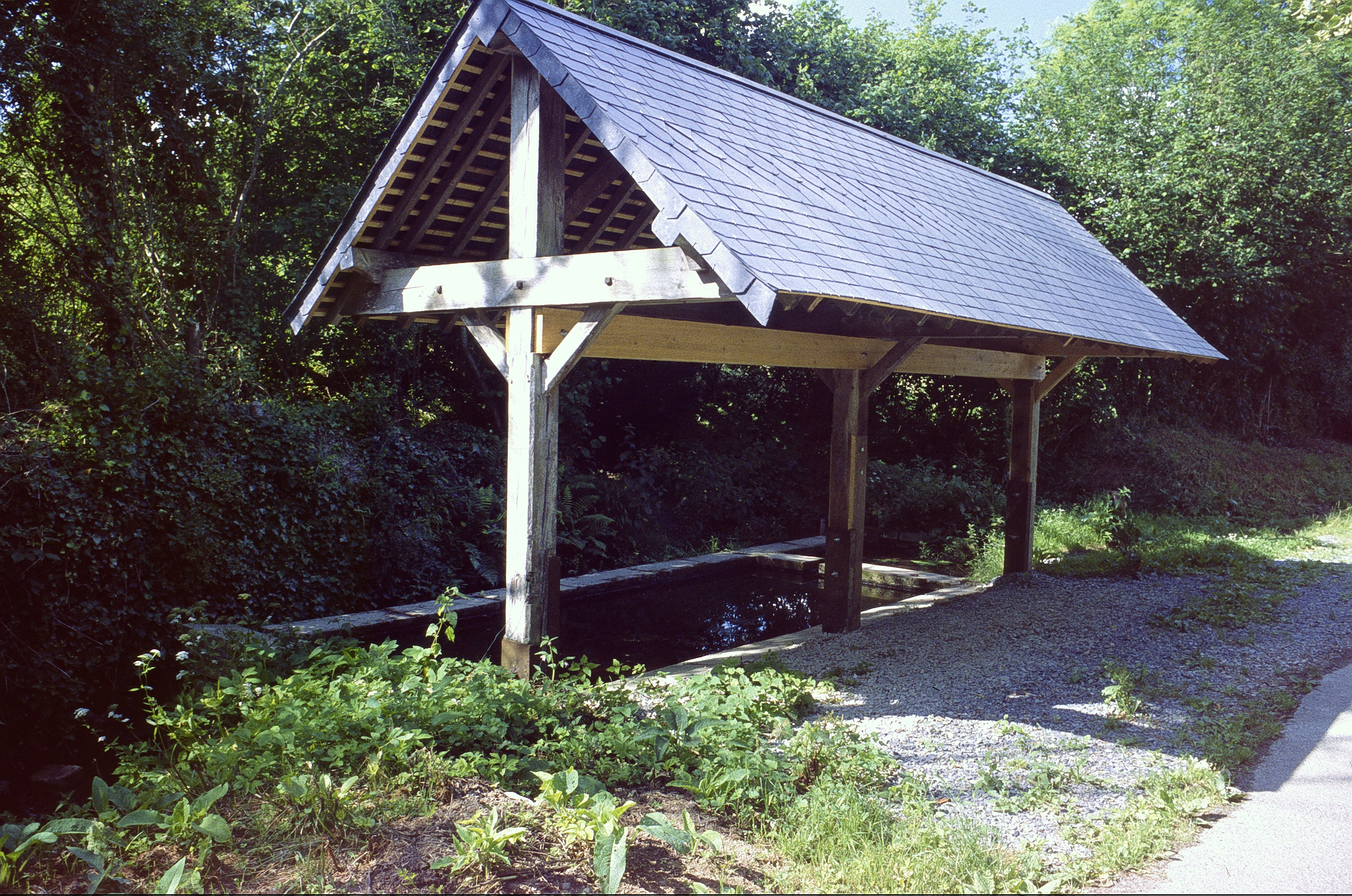
Le lavoir du lieu-dit Bas de Landes.

## Personnalités liées à la commune
- Charles-Gabriel Porée (1685-1770), écrivain. Il publie en 1737 l'Examen de la prétendue possession des filles de la paroisse de Landes.